# Wœrth
Wœrth (en alsacià Werth) és un municipi francès, situat a la regió del Gran Est, al departament del Baix Rin. L'any 2007 tenia 1.814 habitants.
Forma part del cantó de Reichshoffen, del districte de Haguenau-Wissembourg i de la Comunitat de comunes Sauer-Pechelbronn.

## Demografia
| 1962  | 1968  | 1975  | 1982  | 1990  | 1999  |
| ----- | ----- | ----- | ----- | ----- | ----- |
| 1.335 | 1.475 | 1.741 | 1.710 | 1.626 | 1.670 |

## Administració
| Període    | Identitat        | Partit |
| ---------- | ---------------- | ------ |
| 2001- 2008 | François Grunder |        |
| 2008-      | François Rutsch  |        |

## Personatges il·lustres
- Charles Émile Altorffer, alcalde d'Estrasburg 1955-1959.